# Yoslyn Sigrah
Yoslyn Sigrah   (Kosrae)és una advocada i activista pels drets de les dones dels Estats Federats de Micronèsia.

## Biografia
Sigrah és de l'estat de Kosrae. Té una llicenciatura en dret de la Universitat de Hawaii i ha exercit com a advocada a Honolulu. El 2012 va assistir a un programa de beques als Estats Units d'Amèrica, organitzat per l'ABA Rule of Law Initiative, per desenvolupar habilitats per defensar les dones, particularment aquells que han experimentat violència.
Sigrah ha fet campanya per la representació de les dones en la política, en el govern i el parlament, i ha donat suport a la creació d'un Ministeri de Dones dels Estats Federats de Micronèsia. És activista en la campanya per la fi de la violència contra dones i nenes, incloent ser instrumental en l'aprovació de la Llei de Protecció Familiar 2014 a Kosrae, una llei que criminalitza la violència domèstica. Com a Assessora de fiscal, també ha representat l'Associació de Dones Kosrae.
Va parlar en la 66a sessió de la Convenció sobre l'eliminació de totes les formes de discriminació contra la dona (CEDAW) a Ginebra, 2017 sobre l'estat de les dones de Micronèsia.
El 2014 va ser guardonada amb el Premi Presidencial de Ciutadans més Destacats pel President Emanuel Mori.